# Гончарский, Абрам
Абрам Гончарский — советский художник-постановщик периода немого кино.
Работал в 20-х гг. на киностудиях Госкино, Ленинградкино (ныне Ленфильм) и в Закавказье.

## Фильмография

### Художник-постановщик
- 1925 — «Рассеянный коммивояжёр»
- 1925 — «Сорвалось»
- 1925 — «Вздувайте горны»[1][2]
- 1926 — «Тарко» (Госкино (РЦСДФ))
- 1926 — «Карьера Спирьки Шпандыря»[3]
- 1926 — «Под властью адата»
- 1927 — «Лишённые дня»[4]
- 1928 — «Гаджи-Кара»[5]
- 1928 — «Дом на вулкане»
- 1929 — «Севиль»[6]

### Автор сценария
- 1927 — «Лишённые дня»